# Mazlan Othmanová
Mazlan Othmanová (* 11. prosince 1951 Seremban, Malajsie) je astrofyzička původem z Malajsie, bývalá ředitelka Úřadu pro vesmírné záležitosti OSN ve Vídni.
V rámci Kolombského plánu studovala na Novém Zélandu na University of Otago v Dunedinu, kde získala coby první žena v historii univerzity titul PhD. ve fyzice.